# Politisches Testament
Als politisches Testament bezeichnet man – in der Regel schriftlich abgefasste – grundsätzliche Stellungnahmen politischer Führungspersönlichkeiten in Lagen extremer politischer und gesundheitlicher Bedrohung. Es geht darin zumeist um die Rechtfertigung des eigenen Weges sowie um den Versuch, mit Empfehlungen und Verfügungen die Zeit nach dem eigenen Ableben zu gestalten.

## Bekannte Beispiele politischer Testamente

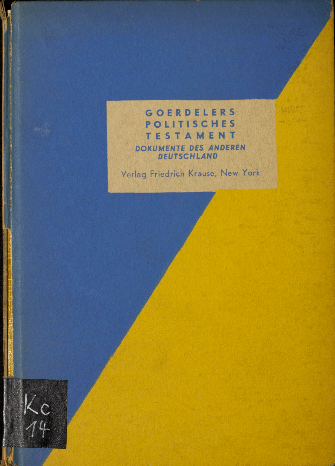
Carl Friedrich Goerdeler: Politisches Testament (1938), herausgegeben in New York 1945

Zu den bekannten fürstlichen Politischen Testamenten des 17. und 18. Jahrhunderts zählen unter anderem jenes des Kardinals Richelieu, das des preußischen Königs Friedrich Wilhelm I. von 1722 und jenes von Friedrich II. aus dem Jahre 1752. Manche fürstliche Politische Testamente können mit ihren expliziten Regelungen als Vorstufen der späteren staatlichen Verfassungen angesehen werden.
Der schwerkranke Wladimir Iljitsch Lenin diktierte im Dezember 1922 und Januar 1923 seiner Ehefrau Nadeschda Krupskaja zwei Dokumente mit Vorschlägen zum Umbau der Sowjetunion, und einer vergeblichen Warnung vor Generalsekretär Josef Stalin, die als Lenins Testament bekannt wurden.
Reichspräsident Paul von Hindenburg (er ernannte Adolf Hitler im Januar 1933 zum Reichskanzler) starb am 2. August 1934 und hinterließ ein politisches Testament (datiert 11. Mai 1934: „Dem deutschen Volke und seinem Kanzler!“). Sein Sohn Oskar überreichte es Hitler nach dem Tod Hindenburgs zur Veröffentlichung; Hitler veröffentlichte es allerdings nicht.
Das politische Testament Adolf Hitlers gilt als ein extremes Beispiel für realitätsferne Rechtfertigungsrhetorik.
Der nach dem ungarischen Volksaufstand 1956 inhaftierte und später hingerichtete ungarische Ministerpräsident Imre Nagy hat ein politisches Testament hinterlassen.